# 阿克塔木乡
阿克塔木乡，是中华人民共和国新疆维吾尔自治区喀什地区泽普县下辖的一个乡镇级行政单位。

## 行政区划
阿克塔木乡下辖以下地区：
阿扎尔塔木村、阔依其艾日克村、阔勒图克艾日克村、阿其克亚村、阿克塔木村、巴什托扎克其村、奥吐拉托扎克其村和阿亚格托扎克其村。